# 逃离索比堡
《逃离索比堡》（英語：Escape from Sobibor）是一部1987年的英国电视电影，在独立电视网和CBS上播出。该片讲述了从索比堡灭绝营大规模越狱的故事，这是德国灭绝营中犹太囚犯最成功的起义（奥斯威辛-比克瑙和特雷布林卡也有起义发生）。电影由杰克·戈尔德执导，在南斯拉夫（现塞尔维亚）的阿瓦拉拍摄。1987年5月10日在英国首次播放了176分钟的完整版。
该片由雷金纳德·罗斯编剧，剧本主要依据理查德·拉什克1983年的同名著作，以及托马斯·布拉特的手稿《来自索比堡的灰烬》和斯坦尼斯瓦夫·斯马伊兹纳的《索比堡的地狱》。主演为阿兰·阿尔金、乔安娜·帕库拉和鲁特格尔·豪尔。这部电影获得了金球奖最佳迷你剧或电视电影奖，豪尔获得了金球奖电视电影最佳男配角奖。艾斯特尔·拉布是集中营幸存者，曾协助拉什克撰写他的著作并担任技术顾问。

## 剧情
影片开始时，一批波兰犹太人抵达索比堡。德国指挥官向新来的人保证这个地方是一个工作营。其他党卫军军官从中挑选会手艺的人（例如金匠、鞋匠和裁缝）。剩下的囚犯被送往营地的另一部分。过了一段时间，新囚犯才意识到索比堡是一个灭绝营，所有其他犹太人都在毒气室中消灭，并被焚尸。活着的囚犯从被杀者那里拿走财物，修理鞋子，回收衣服，并熔化所有的金银，为党卫军军官制作珠宝。
两名囚犯从附近森林的一个工作场所逃脱时，狡猾的德国军官古斯塔夫·瓦格纳强迫工作团的其余13名囚犯每人选择一名其他囚犯与他们同死，否则就射杀50人。囚犯的首领列昂·费尔亨德勒意识到，集中营所有剩余的犹太人终将被杀。他为每个囚犯制定了一个计划，准备将党卫军军官和士官一个个地引诱到营房和工作小屋，并尽可能安静地干掉他们。一旦所有德国人都死了，囚犯们就可以集结成队，从大门走出去。一批新的俄罗斯囚犯到达，他们是苏联士兵。他们的领袖萨沙·佩切尔斯基加入了起义。列昂为萨沙物色了一个“女友”以方便他们接头，萨沙的军旅经验对起义大有帮助。
瓦格纳等指挥官要离开几天，起义者们决定利用这一优势。1943年10月14日，起义开始。11名德国人被诱杀后，军官卡尔·弗伦策侥幸避开，并发现了一名同事的尸体，拉响了警报。现在，囚犯们已经聚集在阅兵场上，佩切尔斯基和费尔亨德勒只得敦促囚犯一起逃离集中营。600名囚犯中的大多数人冲向外围围栏，一些犹太人使用缴获的步枪射击乌克兰卫兵。最终，超过300名犹太人到达森林并逃脱。最终，有约50人幸存到二战结束，佩切尔斯基后来重新加入红军，而费尔亨德勒后来死于波兰的反犹冲突。

## 电影与历史
理查德·拉什克为了撰写《逃离索比堡》，进行了18次采访。该片得到了朱尔斯·谢尔维斯在其著作《索比堡灭绝营》中发表的科学证明材料的支持。有些情节地被戏剧化了。例如，埃斯特尔·拉布作证说，卡尔·弗伦泽尔将一位婴儿的头撞上货车，杀了他。在影片中，婴儿和母亲是被射杀的。
研究索比堡集中营的人可以发现影片中其他与史实不合之处。最突出的例子是Moshe Schmeissner到达3号营地后毒气室发生大屠杀的场景，但现实中纳粹确保3号营地与其他囚犯完全隔离。此外，受害者前往毒气室的扩建小屋位于2号营地，而不是在荧幕上的看到的3号营地。影片中也忽略了一些重大事件，例如1943年6月抵达索比堡的贝尔热奇灭绝营的囚犯被驱逐出境，他们的人反抗纳粹并在平台上被枪杀。该事件促使索比堡囚犯起义。
索比堡幸存者多夫·弗赖堡曾数百次向高中生和以色列国防军士兵讲授他在集中营中的生存故事，最初代表他的一些集中营幸存者同伴批评这部电影。在集中营里，他们的生活条件比电影中显示的要差几倍，但之后他声称虽然电影没有完整索比堡囚犯所面临的可怕现实，但对理解大屠杀期间犹太人的困境产生了积极影响。
该片有时被称为有史以来最好的关于逃离集中营的电影。卡尔·舒尔金认为这部电影和同名书籍是任何教授大屠杀历史的人都应该看和阅读的重要作品。